# Liste der Olympiasieger im Hockey/Nationenwertungen
Diese Liste ist Teil der Liste der Olympiasieger im Hockey. Sie enthält die Nationenwertungen bzw. Medaillenspiegel und ist unterteilt in drei separate Listen für Männer- und Frauenwettbewerbe sowie in eine Gesamtliste. Alle Einzellisten sind nach der Anzahl der gewonnenen Medaillen sortiert.
- Platz: Reihenfolge der Länder. Diese wird durch die Anzahl der Goldmedaillen bestimmt. Bei gleicher Anzahl werden die Silbermedaillen verglichen, danach die Bronzemedaillen.
- Land: Name des Landes. In einzelnen Fällen sind auch die jeweiligen Vorgängerstaaten inbegriffen.
- Gold: Anzahl der gewonnenen Goldmedaillen
- Silber: Anzahl der gewonnenen Silbermedaillen
- Bronze: Anzahl der gewonnenen Bronzemedaillen
- Gesamt: Anzahl aller gewonnenen Medaillen

Die Liste enthält die Ergebnisse aller olympischen Hockeywettbewerbe von 1908 bis einschließlich 2020.

## Gesamt
| Platz | Land                                                       | Gold | Silber | Bronze | Gesamt |
| ----- | ---------------------------------------------------------- | ---- | ------ | ------ | ------ |
| 01    | Niederlande                                                | 8    | 6      | 6      | 20     |
| 02    | Indien                                                     | 8    | 1      | 4      | 13     |
| 03    | Deutschland                                                | 5    | 6      | 5      | 16     |
| 04    | Australien                                                 | 4    | 3      | 5      | 12     |
| 05    | Großbritannien (mit England, Irland, Schottland und Wales) | 4    | 2      | 7      | 13     |
| 06    | Pakistan                                                   | 3    | 3      | 2      | 8      |
| 07    | Argentinien                                                | 1    | 4      | 3      | 8      |
| 08    | Spanien                                                    | 1    | 3      | 1      | 5      |
| 09    | Belgien                                                    | 1    | 1      | 1      | 3      |
| 10    | Neuseeland                                                 | 1    | —      | —      | 1      |
| 10    | Simbabwe                                                   | 1    | —      | —      | 1      |
| 12    | Südkorea                                                   | —    | 3      | —      | 3      |
| 13    | China                                                      | —    | 2      | —      | 2      |
| 14    | Dänemark                                                   | —    | 1      | —      | 1      |
| 14    | Japan                                                      | —    | 1      | —      | 1      |
| 14    | Tschechoslowakei                                           | —    | 1      | —      | 1      |
| 17    | Sowjetunion                                                | —    | —      | 2      | 2      |
| 17    | Vereinigte Staaten                                         | —    | —      | 2      | 2      |
| Summe | Summe                                                      | 35   | 35     | 36     | 106    |

## Männer
| Platz | Land                                                       | Gold | Silber | Bronze | Gesamt |
| ----- | ---------------------------------------------------------- | ---- | ------ | ------ | ------ |
| 01    | Indien                                                     | 8    | 1      | 4      | 13     |
| 02    | Deutschland                                                | 4    | 4      | 4      | 12     |
| 03    | Pakistan                                                   | 3    | 3      | 2      | 8      |
| 04    | Niederlande                                                | 3    | 4      | 3      | 10     |
| 05    | Großbritannien (mit England, Irland, Schottland und Wales) | 3    | 2      | 4      | 9      |
| 06    | Australien                                                 | 1    | 3      | 5      | 9      |
| 07    | Belgien                                                    | 1    | 1      | 1      | 3      |
| 08    | Argentinien                                                | 1    | 1      | —      | 2      |
| 09    | Neuseeland                                                 | 1    | —      | —      | 1      |
| 10    | Spanien                                                    | —    | 3      | 1      | 4      |
| 11    | Dänemark                                                   | —    | 1      | —      | 1      |
| 11    | Japan                                                      | —    | 1      | —      | 1      |
| 11    | Südkorea                                                   | —    | 1      | —      | 1      |
| 14    | Sowjetunion                                                | —    | —      | 1      | 1      |
| 14    | Vereinigte Staaten                                         | —    | —      | 1      | 1      |
| Summe | Summe                                                      | 24   | 24     | 25     | 73     |

## Frauen
| Platz | Land               | Gold | Silber | Bronze | Gesamt |
| ----- | ------------------ | ---- | ------ | ------ | ------ |
| 01    | Niederlande        | 5    | 2      | 3      | 10     |
| 02    | Australien         | 3    | —      | —      | 3      |
| 03    | Deutschland        | 1    | 2      | 1      | 4      |
| 04    | Großbritannien     | 1    | —      | 3      | 4      |
| 05    | Simbabwe           | 1    | —      | —      | 1      |
| 05    | Spanien            | 1    | —      | —      | 1      |
| 07    | Argentinien        | —    | 3      | 3      | 6      |
| 08    | Südkorea           | —    | 2      | —      | 2      |
| 08    | China              | —    | 2      | —      | 2      |
| 10    | Tschechoslowakei   | —    | 1      | —      | 1      |
| 11    | Sowjetunion        | —    | —      | 1      | 1      |
| 11    | Vereinigte Staaten | —    | —      | 1      | 1      |
| Summe | Summe              | 11   | 11     | 11     | 33     |